# (13180) Fourcroy
(13180) Fourcroy ist ein Asteroid des äußeren Hauptgürtels, der am 18. April 1996 vom belgischen Astronomen Eric Walter Elst am La-Silla-Observatorium (IAU-Code 809) der Europäischen Südsternwarte in Chile entdeckt wurde.
Der Asteroid wurde am 15. Dezember 2005 nach dem französischen Arzt, Chemiker und Politiker Antoine François de Fourcroy (1755–1809) benannt, der unter Napoleon von 1802 bis 1808 Erziehungsminister und darüber hinaus Mitglied der Académie des sciences in Paris, der Königlich Niederländischen Akademie der Wissenschaften, der Russischen Akademie der Wissenschaften in St. Petersburg sowie der Bayerischen und der Göttinger Akademie der Wissenschaften war.